# جواو جبريل دا سيلفا
جواو جبريل دا سيلفا هو لاعب كرة قدم برازيلي، ولد في 4 يوليو 1984 في بوآ إسبرانسا ‏ في البرازيل. لعب مع نادي أولمبيا ليوبليانا ونادي فاليتا ونادي ماريبور.